# ユー・ビロング・トゥ・ミー (1952年の曲)
「ユー・ビロング・トゥ・ミー」(You Belong to Me) は、1950年代のロマンティックなポップ・バラードの楽曲。歌い手は、恋人など愛しい相手のことを、相手から離れた場所で思いながら、また自分にふりかかる事態に嘆息しながら、何があっても「あなたは私のもの (you belong to me)」と歌う。

## 着想と作曲
「ユー・ビロング・トゥ・ミー」は、ピー・ウィー・キング、チルトン・プライス、レッド・スチュワートの3人の共作とされている。
ケンタッキー州ルイビルのラジオ局WAVE（後のWGTK (AM)）で、音源管理をする「音楽司書 (music librarian)」をしながら楽曲を書いていたチルトン・プライスは、第二次世界大戦で海外に従軍している愛しい人を思うアメリカ女性の願いを込めて「Hurry Home to Me」（「早く私のところへ帰ってきて」といった意味）という曲名でこの曲を作った。ピー・ウィー・キングとレッド・スチュワートは、もっぱらこの曲を広める役割を担う代わりにソングライティングのクレジットを分ち持つことになったが、旋律や歌詞に多少の修正を施し、戦時下の作品という背景から焦点を移して、「引き離されている恋人たちのことを歌った一種の普遍的な歌へと」作り直し、曲名も「You Belong to Me」と改めた。プライスは、この曲より前に、やはり同様にキングとスチュワートとの共作という扱いで「Slow Poke」がヒット曲となっていた

## オリジナルとカバー
1952年のバージョンは、スー・トンプソンが吹き込み、マーキュリー・レコードのカントリー・ミュージックのレーベルから、カタログ番号 6407 としてリリースされた。その後、程なくして、 パティ・ペイジがこの曲をカバーし、同じくマーキュリーからカタログ番号 5899 としてリリースし、B面には「I Went to Your Wedding」が収められた。このレコードは、『ビルボード』誌のチャートで、1952年8月22日付けでチャート入りし、12週間チャートに留まり、最高4位まで上昇した。
最も人気が高かったのは、ジョー・スタッフォードによるカバーであった。コロムビア・レコードからカタログ番号 39811 でリリースされたこのレコードは、スタッフォードにとって最大のヒット曲となり、アメリカ合衆国とイギリスの両国でチャートの首位に立ったが、全英シングルチャートで女性歌手が首位に立ったのは、この曲が初めてであった。全米チャート入りは、1952年8月22日付けで、チャートには24週留まった。イギリスでは、同国初のチャートであった1952年11月14日付のチャート（当時はトップ12）に登場し、1953年1月16日付で首位に達してこの種のチャートの第2代目の首位曲となり、合わせて19週にわたってチャートに留まった。カバー・バージョンの中でも、ディーン・マーティンがキャピトル・レコードからカタログ番号 2165 でリリースしたバージョンも、同じ時期にヒットした。こちらは1952年8月29日付で初登場し、10週間チャートに留まり、最高12位まで上昇した。無名であったエルヴィス・プレスリーがサン・レコードのオーディションを受けたときに歌った曲のひとつは、ディーン・マーティンのスタイルによる「ユー・ビロング・トゥ・ミー」であったという。『キャッシュボックス』誌のチャートでは、異なるバージョンを楽曲ごとに合算する方式であったため、この曲は各種のチャートで首位に達した半年以上もチャートに留まった。
1958年、この曲は初めてロックへとクロスオーバーし、ジーン・ヴィンセントのアルバム『Gene Vincent Rocks! And the Blue Caps Roll』に収録された。その後、デュプリーズのバージョンが Billboard Hot 100 のトップ10入りを果たし、1962年に最高7位まで上昇した。この曲はほかにも、多数のポップ・ミュージックの歌手によって取り上げられており、パッツィー・クラインやビング・クロスビーも吹き込みをしている。ボブ・ディランは、1992年のアルバム『グッド・アズ・アイ・ビーン・トゥ・ユー』のためにこの曲をアコースティック・ギターの弾き語りで吹き込んだが、最終的にこのアルバムには収録されないこととなり、2年後の1994年に映画『ナチュラル・ボーン・キラーズ』のサウンドトラックとして発表され、アルバム『ナチュラル・ボーン・キラーズ』にも収録された。

### 日本語による歌唱
江利チエミは、「ユー・ビロング・ツー・ミー」としてこの曲の英語詞による歌唱の途中に、音羽たかしの訳詞による日本語詞を一連加えて吹き込んだ。この録音は「歩いて帰ろう (Walkin' My Baby Back Home)」のカップリング曲として、1953年4月にリリースされた。
トニー谷は、全面的な日本語訳詞により、コミカルな漫談を織り込んだこの曲のカバー録音「レディス&ヂェントルメン&おとっさん、おっかさん」を、1953年8月のレコード・デビュー曲として残している（この歌詞で憂歌団がカバーアルバム『知ってるかい!?』内で発表している）。